# 結城正美
結城正美（日语：ゆうき まさみ，1957年12月19日—）是日本知名男性漫畫家，本名為佐藤修治，日本北海道札幌人，而確切的出生地是在與札幌鄰近的虻田郡倶知安町。
根據作品《機動警察》大然版作者介紹處，結城正美唸小學時因為長相較帥而時常遭到欺負，在漫畫技巧的學習階段時曾擔任過另一名日本知名漫畫家新谷薰的工作室助手。
結城正美的出道作品《The Rival，勁敵》是在1980年4月號的OUT漫畫月刊（月刊OUT）中刊載，之後他邊工作邊畫漫畫，然而逐漸難以負荷同時性的兩邊工作量，因此選擇工作而放棄漫畫，不過在一年後他重新選擇漫畫而放棄工作，成為全職的漫畫家。他個人坦承經常有拖稿表現。

## 作品
- 原名
- 怪力少女原名
- 鐵腕女警、原名
- 究極超人（日语：究極超人あ～る）、全9冊、原名（連載於1985年—1987年）獲頒第19屆星雲賞。
- 機動警察、全22冊、原名之後改編成日本卡通，1990年獲頒第36屆小學館漫畫賞。
- 牧馬奇緣（日语：じゃじゃ馬グルーミン★UP!）、原名（連載於1994年—2000年）(台譯 : 賤馬也瘋狂)
- 南島女郎、或名《古國新娘國江》、全5冊、原名（連載於2000年—2001年）
- 原名
- 原名
- 原名（1994年的短篇漫畫）
- 原名
- 原名
- 原名

## 關連人物
漫畫畫廊的常客
- とまとあき（小說家·音樂監督）
- 川村万梨阿（女性聲優）

漫畫家
- 出渕裕（日语：出渕裕）
- とり・みき
- 新谷薰

動畫『機動警察』製作團隊
- 出渕裕（日语：出渕裕）（同上。擔任機械設計。）
- 伊藤和典（擔任腳本。也是『究極超人（日语：究極超人あ〜る）』登場人物伊東的原型。）
- 高田明美（擔任角色設計。也是『究極超人』登場人物伊東的女友的原型。）
- 押井守（擔任動畫監督）

## 助手出身者
- 重野秀一
- 末次徹朗
- 法田惠（日语：法田惠）
- ゆうろ

## 外部連結
- （日語）結成正美的官方網站 （页面存档备份，存于）
- （日語）
- （日語）
- （日語）